# مخزن سد تسیملیانسک
مخزن سد تسیملیانسک (Цимля́нское водохрани́лище) یک مخزن سد آبی در استان ولگوگراد کشور روسیه است.